# Japiaçu
Japiaçu foi um morubixaba (líder indígena) da ilha de Upaon-açu (São Luís), no tempo em que foi instalada a França Equinocial.
Enquanto durou o domínio da França Equinocial no Maranhão, sob o comando de Daniel de La Touche, Senhor de la Ravardière, em 1612, os padres capuchinhos presentes entre os colonos eram Claude d'Abbeville e Yves d'Évreux, que produziram importantes relatos sobre a presença francesa no Maranhão.
Segundo relato de Claude d'Abbeville, havia cerca de 12 mil índios tupinambás na ilha, distribuídos em 27 aldeias, compostas cada uma de 4 cabanas ordenadas.
Japiaçu era considerado o principal morubixaba da ilha, sendo chefe de Juniparanã, a maior aldeia da ilha (Jeniparana de hoje).  
Conforme Abbeville, Japiaçu relatou que os tupinambás migraram de Pernambuco para a ilha de Upaon-açu para refugiar-se dos portugueses, após o seu estabelecimento naquelas terras no século XVI. 
Japiaçu foi acusado de ordenar a morte de uma de suas esposas, que teria cometido adultério, tendo sido seu corpo esquartejado e um dos pedaços enviados para a aldeia de Carnaupió (chefiada por Marcoia Peró), para um ritual de antropofagia. De acordo com as leis francesas (em choque com as tradições tupinambás), o crime cometido por Japiaçu deveria ser punido com a morte. Em seu julgamento, Japiaçu disse que se sujeitaria à pena, mas pediu perdão pelo crime e que fossem considerados os serviços prestados aos franceses, tendo sido atendido e perdoado. 
A história de Japiaçu é lembrada em uma toada de bumba-meu-boi feita por Humberto de Maracanã.
"Juniparã era uma aldeia,
Lugar dos índios chamada,
Hoje pelo povão,
Japiaçu foi o seu morubixaba e de todas as aldeias,
da Ilha do Maranhão."

## Referência
1. 1 2 3 4  «A Saint-Louis dos Franceses». O Imparcial. 8 de setembro de 2019. Consultado em 31 de janeiro de 2021
2. ↑  Unknown (17 de setembro de 2016). «No Maranhão é assim: Vinhais Velho, 422 anos». No Maranhão é assim. Consultado em 31 de janeiro de 2021
3. ↑  «Leis francesas em território tupinambá: uma análise durkheimiana do julgamento de Japiaçu» (PDF)
4. ↑  «O IMPARCIAL, Ano XCI Nº 35.144 | SÃO LUÍS-MA | TERÇA-FEIRA, 17 DE OUTUBRO DE 2017 |» (PDF)